# Himenoptere

Morfologia viespii

Himenopterele (Hymenoptera) sunt unele dintre cele mai mari ordine de insecte, cuprinzând viespi, albine și furnici. Numele se referă la aripile membranoase, cu nervuri longitudinale și transversale și derivă din greaca veche ὑμήν (humẽn): membrană și πτερόν (pteron): aripă.
Prezintă două perechi de aripi membranoase, cu nervuri longitudinale și transversale. Aripile celei de-a doua pereche sunt mai mari și sunt legate de cele posterioare printr-un rând de croșete. Aparatul bucal este de tip masticator, adaptat la hrana lichidă. Himenopterele sunt insecte cu metamorfoză holometabolă.